# Sparkasse Altbayern
Die Sparkasse Altbayern ist ein öffentlich-rechtliches Kreditinstitut mit dem Hauptsitz in Aichach. Sie entstand am 1. Januar 2025 durch Fusion der Sparkasse Aichach-Schrobenhausen mit der Sparkasse Neuburg-Rain. Geschäftsgebiet der neuen Sparkasse ist der Landkreis Neuburg-Schrobenhausen, der nördliche Teil des Landkreises Aichach-Friedberg und der südöstliche Teil des Landkreises Donau-Ries um die Stadt Rain.

## Sparkasse Aichach-Schrobenhausen
Die Sparkasse entstand am 1. Juli 2013 durch die Fusion der Sparkassen Aichach und Schrobenhausen. Die Stadtsparkasse Aichach, gegründet 1854, fusionierte 1997 mit der Marktsparkasse Pöttmes und am 1. Juli 2013 mit der Stadtsparkasse Schrobenhausen zur Sparkasse Aichach-Schrobenhausen.

## Sparkasse Neuburg-Rain
Die beiden zunächst eigenständigen Stadtsparkassen Neuburg an der Donau und Rain fusionierten im Jahr 2005 zur Sparkasse Neuburg-Rain. Träger ist der Zweckverband der Vereinigten Stadtsparkassen Neuburg a.d. Donau und Rain am Lech; die Stadt Neuburg an der Donau ist mit 67 % beteiligt, die Stadt Rain mit 33 %.

## Ziel der Fusion und derzeitige Geschäftszahlen
Ziel der fünf beteiligten Kommunen ist es, ein Kreditinstitut zu schaffen, das noch leistungsfähiger ist. Die Bilanzsummen lagen 2023 bei rund 1,6 Milliarden Euro (Aichach-Schrobenhausen) beziehungsweise 1,5 Milliarden Euro (Neuburg-Rain). „Beide Sparkassen sind jeweils Marktführer in ihrem Geschäftsgebiet und verlässliche Partner für die heimische Wirtschaft. Die beiden wirtschaftlich erfolgreichen Sparkassen stellen sich damit im gemeinsamen Wirtschaftsraum im Herzen Bayerns zwischen München, Augsburg und Ingolstadt strategisch für die Zukunft auf. Die Vereinigung gewährleistet Stabilität und Sicherheit für die Kunden und Mitarbeitenden unserer Sparkasse“, schrieben die Sparkassen und die Bürgermeister nach der Zustimmung der Ratsgremien.
Die fusionierte Sparkasse wird rund 500 Mitarbeiter haben und mit 29 Filialen sowie neun Selbstbedienungs-Stellen in der Fläche des 182.000 Einwohner großen Geschäftsgebietes präsent sein.

## Struktur
Die Anteile am Sparkassen-Zweckverband sind wie folgt festgelegt:
- Stadt Aichach 30,6 Prozent
- Stadt Neuburg an der Donau 28,4 Prozent
- Stadt Schrobenhausen 23 Prozent
- Stadt Rain 14 Prozent
- Marktgemeinde Pöttmes 4 Prozent.

Der Vorstand wird aus vier Mitgliedern bestehen, ab dem Ruhestandseintritt von Wolfgang Pöppel wird er 2027 auf drei Mitglieder reduziert.
Der Verwaltungsrat besteht zunächst aus 19 Mitgliedern (davon zwei nicht stimmberechtigt). Nach den Kommunalwahlen 2032 wird er auf 13 Mitglieder (davon zwei nicht stimmberechtigt) verkleinert.
Verwaltungsratsvorsitzender ist von Januar 2025 bis April 2026 der Neuburger Oberbürgermeister Bernhard Gmehling. Ab Mai 2026 wechselt der Vorsitz im Zwei-Jahres-Rhythmus zwischen den Bürgermeistern von Aichach, Neuburg und Schrobenhausen.

## Entstehungsgeschichte der Sparkassen in Bayern
Die Gründung der ersten bayerischen Sparkasse fällt in die Regierungszeit von König Max I. und ist eng verbunden mit der Neufassung der Gemeindeordnung aus dem Jahr 1817. Schon zwei Jahre nach dem Erlass des neuen Gemeindeedikts hatte König Max I. angeregt, Fürsorge nach dem Prinzip der Selbsthilfe zu gestalten und erstmals den Begriff „Sparkasse“ gebraucht. Wie im Rest der deutschen Staaten waren auch in Bayern zunächst jene Städte Vorreiter von Sparkassen-Gründungen, die auf eine lange kaufmännische Tradition zurückblicken konnten. Nürnberg eröffnete seine erste Sparkasse im Jahr 1822. Würzburg und Regensburg folgten im gleichen Jahr und München im Jahr 1831. Vieles hat sich im Laufe der Jahrzehnte geändert, der öffentlich-rechtliche Charakter der Sparkassen ist jedoch geblieben. Das Regionalprinzip der Sparkassen besagt, dass Einlagen auch wieder im Geschäftsgebiet ausgeliehen werden und damit dem heimischen Wirtschaftsraum wieder zugutekommen sollen.

## Geschichte
Zur Geschichte der fusionierenden Institute informieren deren Wikipedia-Seiten.